# Scott Adsit
Robert Scott Adsit (Northbrook, 26 novembre 1965) è un attore, comico e scrittore statunitense.
Dal 2005 al 2008, ha co-diretto, co-sceneggiato e co-prodotto la serie animata Moral Orel di Adult Swim, con Dino Stamatopoulos e Jay Johnston. Ha anche doppiato diversi personaggi ed è stato nominato per un Annie Award. Dopo il successo di Moral Orel, Adsit e Stamatopoulos hanno nuovamente collaborato nella serie animata Mary Shelley's Frankenhole. 
Adsit è noto soprattutto per la sua interpretazione di Pete Hornberger nella sitcom 30 Rock della NBC, vincendo uno Screen Actors Guild Award nel 2008 per il miglior cast in una serie commedia. Nel 2014, Adsit ha doppiato il robot Baymax nel film d'animazione Big Hero 6 della Disney, riprendendo il suo ruolo anche in Big Hero 6 - La serie e Baymax!.

## Biografia
Scott Adsit è nato il 26 novembre 1965 a Northbrook, nell'Illinois, figlio di Genevieve "Genny" (nata Butz) e Andrew Scott Adsit, un avvocato immobiliare. Ha frequentato la Glenbrook North High School e, successivamente, la DePauw University dell'Indiana per un semestre. Ha poi frequentato il Columbia College di Chicago, dove l'insegnante di recitazione Sheldon Patinkin lo ha incoraggiato a unirsi alla nota compagnia di improvvisazione locale The Second City.

## Filmografia

### Attore

#### Cinema
- Temporary Girl, regia di Lisa Kotin e Johnny White (1998)
- Amori in città... e tradimenti in campagna (Town & Country), regia di Peter Chelsom (2001)
- Lovely & Amazing, regia di Nicole Holofcener (2001)
- Run Ronnie Run!, regia di Troy Miller (2002)
- Melvin Goes to Dinner, regia di Bob Odenkirk (2003)
- The Italian Job, regia di F. Gary Gray (2003)
- Grand Theft Parsons, regia di David Caffrey (2003)
- The Terminal, regia di Steven Spielberg (2004)
- L.A. Twister, regia di Sven Pape (2004)
- Without a paddle - Un tranquillo week-end di vacanza (Without a Paddle), regia di Steven Brill (2004)
- Admissions, regia di Melissa Painter (2004)
- Be Cool, regia di F. Gary Gray (2005)
- Derby in famiglia (Kicking & Screaming), regia di Jesse Dylan (2005)
- Bad News Bears - Che botte se incontri gli Orsi (Bad News Bears), regia di Richard Linklater (2005)
- I Want Someone to Eat Cheese With, regia di Jeff Garlin (2006)
- Ammesso (Accepted), regia di Steve Pink (2006)
- For Your Consideration, regia di Christopher Guest (2006)
- Mr. Woodcock, regia di Craig Gillespie (2007)
- Turnover, regia di Michael Blieden (2008)
- The Informant!, regia di Steven Soderbergh (2009)
- Last Night, regia di Massy Tadjedin (2010)
- Arturo (Arthur), regia di Jason Winer (2011)
- Come ti spaccio la famiglia (We're the Millers), regia di Rawson Marshall Thurber (2013)
- Una rete di bugie (A Case of You), regia di Kat Coiro (2013)
- Appropriate Behavior, regia di Desiree Akhavan (2014)
- St. Vincent, regia di Theodore Melfi (2014)
- Uncle Nick, regia di Chris Kasick (2015)
- 10 cose da fare prima di lasciarsi (10 Things We Should Do Before We Break Up), regia di Galt Niederhoffer (2020)

#### Televisione
- Ultime dal cielo (Early Edition) – serie TV, 3 episodi (1996-1998)
- Mr. Show with Bob and David – serie TV, 6 episodi (1998)
- Tenacious D – serie TV, 1 episodio (1999)
- Due ragazzi e una ragazza (Two Guys and a Girl) – serie TV, 1 episodio (1999)
- Felicity – serie TV, 1 episodio (2000)
- Friends – serie TV, 1 episodio (2002)
- Malcolm (Malcolm in the Middle) – serie TV, 2 episodi (2002-2005)
- Curb Your Enthusiasm – serie TV, 1 episodio (2002)
- TV Funhouse – serie TV, 1 episodio (2002)
- Dharma & Greg – serie TV, 1 episodio (2002)
- MADtv – serie TV, 1 episodio (2002)
- Ally McBeal – serie TV, 1 episodio (2002)
- Still Standing – serie TV, 1 episodio (2002)
- Kingpin – serie TV, 1 episodio (2003)
- Alias – serie TV, 1 episodio (2003)
- Comedy Central Laughs for Life Telethon 2003 – speciale TV (2003)
- CSI: Miami – serie TV, 1 episodio (2003)
- The Man Show – serie TV, 1 episodio (2003)
- Detective Monk (Monk) – serie TV, 2 episodi (2004-2006)
- Comedy Central Laughs for Life Telethon 2004 – speciale TV (2004)
- Streghe (Charmed) – serie TV, 1 episodio (2004)
- The Drew Carey Show – serie TV, 1 episodio (2004)
- Huff – serie TV, 1 episodio (2004)
- Una pupa in libreria (Stacked) – serie TV, 1 episodio (2005)
- The Office – serie TV, 1 episodio (2006)
- The Colbert Report – serie TV, 1 episodio (2006)
- 30 Rock – serie TV, 100 episodi (2006-2013)
- Let's Fish – episodio pilota (2007)
- Law & Order - Unità vittime speciali (Law & Order: Special Victims Unit) – serie TV, 1 episodio (2008)
- Big Lake – serie TV, 1 episodio (2010)
- Delocated – serie TV, 1 episodio (2010)
- John Hodgman: Ragnarok – speciale TV (2013)
- Neon Joe, Werewolf Hunter – serie TV, 5 episodi (2015)
- W/ Bob & David – serie TV, 2 episodi (2015)
- Person of Interest – serie TV, 5x07 (2016)
- Gap Year – serie TV, 1 episodio (2017)
- Girlboss – serie TV, 1 episodio (2017)
- The Walking Dead: World Beyond – serie TV, 2 episodi (2020)
- Elsbeth – serie TV, episodio 2x07 (2024)

### Doppiatore

#### Cinema
- Dante's Inferno, regia di Sean Meredith (2007)
- Big Hero 6, regia di Don Hall e Chris Williams (2014)

#### Televisione
- Robot Chicken - serie animata, 4 episodi (2005-2006)
- Moral Orel - serie animata, 43 episodi (2005-2008)
- Aqua Teen Hunger Force - serie animata, 2 episodi (2008-2009)
- Mary Shelley's Frankenhole - serie animata, 19 episodi (2010-2012)
- Disney Infinity 2.0: Marvel Super Heroes - videogioco (2014)
- Harvey Beaks - serie animata, 31 episodi (2015-2017)
- Big Hero 6 - La serie (Big Hero 6: The Series) - serie animata (2017-2021)
- Kingdom Hearts III - videogioco (2018)
- Baymax! - serie animata, 6 episodi (2022)

## Doppiatori italiani
Nelle versioni in italiano delle opere in cui ha recitato, Scott Adsit è stato doppiato da:
- Franco Mannella in Law & Order - Unità vittime speciali, 30 Rock, Last Night
- Pasquale Anselmo in The Terminal, Girlboss
- Marco Guadagno in Amori in città... e tradimenti in campagna
- Bruno Slaviero in Ally McBeal
- Francesco Meoni in Alias
- Vladimiro Conti in CSI: Miami
- Achille D'Aniello in Detective Monk
- Claudio De Pasqualis in The Informant!
- Enrico Di Troia in Veep - Vicepresidente incompetente
- Massimiliano Manfredi in The Goldbergs
- Gino Manfredi in Malcolm
- Stefano Starna in Una rete di bugie
- Alessandro Quarta in Ciak, si canta
- Roberto Certomà in The Walking Dead: World Beyond

Da doppiatore è sostituito da:
- Massimiliano Manfredi in Big Hero 6 - La serie (Baymax), Baymax!, Once Upon a Studio
- Ambrogio Colombo in Big Hero 6 - La serie (Joe)
- Paolo De Santis in Big Hero 6 - La serie (Mini-Max)
- Flavio Insinna in Big Hero 6
- Lorenzo Scattorin in Harvey Beaks
- Alberto Bognanni in In una notte buia e spaventosa